# Lijst van rijksmonumenten in Beusichem
Onderstaande tabel geeft een overzicht van de rijksmonumenten in de plaats Beusichem.
| Object | Oorspronkelijke functie? | Bouwjaar               | Architect | Locatie                  | Coördinaten?                  | Nr.?   | Afbeelding                                                                       |
| --- | ------------------------ | ---------------------- | --------- | ------------------------ | ----------------------------- | ------ | -------------------------------------------------------------------------------- |
| Kattenburg | Boerderij                | eerste helft 19e eeuw  |           | Ganssteeg 2              | 51° 56' 50" NB, 5° 17' 32" OL | 11397  | Meer afbeeldingen                                                                |
| Ganzenoord | Boerderij                | 1706 (muurankers)      |           | Ganssteeg 5              | 51° 56' 50" NB, 5° 17' 35" OL | 11398  | Meer afbeeldingen                                                                |
| Woonhuis onder stro gedekt zadeldak                                                                                           | Woonhuis                 | mogelijk 18e eeuw      |           | Markt 3                  | 51° 56' 53" NB, 5° 17' 34" OL | 11399  | Meer afbeeldingen                                                                |
| Herenhuis met middenrisaliet en hoeklisenen                                                                                   | Bijzondere woonvorm      | derde kwart 19e eeuw   |           | Markt 5                  | 51° 56' 53" NB, 5° 17' 33" OL | 11400  | Meer afbeeldingen                                                                |
| Pand met verdieping en pannen zadeldak, 18e-19e eeuw                                                                          | Woonhuis                 | 18e-19e eeuw           |           | Markt 6                  | 51° 56' 55" NB, 5° 17' 34" OL | 11401  | Meer afbeeldingen                                                                |
| Dwarshuis met gepleisterde lijstgevel onder een zadeldak met nr 9, dat links wordt afgesloten door een gepleisterde puntgevel | Woonhuis                 | eerste helft 19e eeuw  |           | Markt 7                  | 51° 56' 53" NB, 5° 17' 33" OL | 11402  | Meer afbeeldingen                                                                |
| Boerderij met deftig woonhuis onder een hoog zadeldak, dat links aansluit tegen een puntgevel met vlechtingen                 | Boerderij                | ca. 1800               |           | Markt 11                 | 51° 56' 54" NB, 5° 17' 32" OL | 11403  | Meer afbeeldingen                                                                |
| Dwarshuis van parterre en verdieping onder zadeldak                                                                           | Bedrijfs-,fabriekswoning | eerste helft 19e eeuw  |           | Markt 13                 | 51° 56' 54" NB, 5° 17' 31" OL | 11404  | Meer afbeeldingen                                                                |
| Dwarshuis van parterre en verdieping onder zadeldak                                                                           | Woonhuis                 |                        |           | Markt 19                 | 51° 56' 54" NB, 5° 17' 31" OL | 11405  | Meer afbeeldingen                                                                |
| Klein dwarshuis met gepleisterde lijstgevel                                                                                   | Woonhuis                 | eerste helft 19e eeuw  |           | Markt 21                 | 51° 56' 55" NB, 5° 17' 31" OL | 11406  | Klein dwarshuis met gepleisterde lijstgevel                                      |
| Dwarshuis onder zadeldak tussen puntgevels                                                                                    | Boerderij                | 18e eeuw               |           | Markt 27                 | 51° 56' 55" NB, 5° 17' 30" OL | 11407  | Meer afbeeldingen                                                                |
| Dorpslust | Boerderij                | 16e eeuw (oorsprong)   |           | Markt 29                 | 51° 56' 55" NB, 5° 17' 29" OL | 11408  | Meer afbeeldingen                                                                |
| Schuur met afgewolfd pannen dak                                                                                               | Boerderij                | eerste helft 19e eeuw  |           | Markt bij 29             | 51° 56' 56" NB, 5° 17' 28" OL | 11409  | Meer afbeeldingen                                                                |
| Pand, met lange gevel aan de markt                                                                                            | Woonhuis                 | 16e eeuw               |           | Markt 31                 | 51° 56' 56" NB, 5° 17' 28" OL | 11410  | Meer afbeeldingen                                                                |
| Pand, van belang voor de situatie der hervormde kerk                                                                          | Woonhuis                 | ca. 1800               |           | Markt 10                 | 51° 56' 56" NB, 5° 17' 33" OL | 11411  | Meer afbeeldingen                                                                |
| Nederlands hervormde kerk | Kerk en kerkonderdeel    | 15e eeuw               |           | Markt 12                 | 51° 56' 57" NB, 5° 17' 32" OL | 11412  | Meer afbeeldingen                                                                |
| Tufstenen toren | Kerk en kerkonderdeel    | ca. 1200               |           | Markt 14                 | 51° 56' 57" NB, 5° 17' 30" OL | 11413  | Meer afbeeldingen                                                                |
| Deftig herenhuis | Boerderij                | 1801 (jaarsteen)       |           | Oranjestraat 6           | 51° 56' 58" NB, 5° 17' 32" OL | 11414  | Deftig herenhuis                                                                 |
| Stigtenbleij | Boerderij                | 1865 (stichtingssteen) |           | Oranjestraat 7           | 51° 57' 1" NB, 5° 17' 24" OL  | 11415  | Meer afbeeldingen                                                                |
| Voormalige veerhuis | Transport                | eerste helft 19e eeuw  |           | Veerweg 7                | 51° 57' 43" NB, 5° 16' 52" OL | 11416  | Meer afbeeldingen                                                                |
| Dijkmagazijn annex dijkwoning van twee bouwlagen en zolder op L-vormig grondplan                                              | Opslag                   | 1861                   |           | Lekdijk West 1           | 51° 57' 20" NB, 5° 16' 54" OL | 523117 | Dijkmagazijn annex dijkwoning van twee bouwlagen en zolder op L-vormig grondplan |
| Peilschaal | Waterweg, werf en haven  | laatste kwart 19e eeuw |           | Lekdijk West tegenover 1 | 51° 57' 21" NB, 5° 16' 55" OL | 523118 | Peilschaal                                                                       |